# Black Cat (canción)
«Black Cat» es una canción de la cantante estadounidense Janet Jackson, publicada en 1990, en su cuarto álbum de estudio Janet Jackson's Rhythm Nation 1814. Presenta un sonido fuertemente influenciado por el Rock and Roll, a diferencia de las demás canciones del álbum, las cuales son en su mayoría infusiones de R&B y Pop. Fue escrita por la artista, y producida por el músico Jellyben Johnson. 
«Black Cat» fue publicada como sexto sencillo del álbum, en agosto de 1989, por la compañía discográfica A&M Records; llegando al primer lugar de la lista de popularidad Hot 100 de la revista Billboard. 
El vídeo musical de la canción, fue dirigido por Wayne Isham, y filmado en el concierto que la artista dio en Minneapolis, durante su gira Rhythm Nation 1814 tour, el 5 y 6 de abril de 1990.

## Formatos
Canadian cassette single (75021 1477 4)
1. Video Mix/Long Solo - 4:48
2. Funky 7" - 4:41
3. 3 Snaps Up 7" - 4:24
4. "The 1814 Megamix" (Full Version) - 7:24
5. 3 Snaps Up Dub - 6:12

Australian 7" single (390548-7)
1. Edit Version – 4:30
2. "Lonely" – 4:59

UK 7" single (AM 587)
1. Edit Version – 4:30
2. "The 1814 Megamix" (Edit) – 4:36

UK 12" promo single (AMYDJ 587)
1. "The 1814 Megamix" (Full Version) – 7:24
2. 3 Snaps Up 12" – 7:31
3. Edit Version – 4:30

UK 12" single (AMY587)
UK 12" single (AMX587) (limited edition with badge and four live color postcards)
1. 3 Snaps Up 12" – 7:31
2. Album Version – 4:50
3. "The 1814 Megamix" (Full Version) – 7:24

German CD single (390 572-2)
1. Edit Version – 4:30
2. "The 1814 Megamix" (Full Version) – 7:24
3. 3 Snaps Up 12" – 7:31

German CD maxi single (397 098-2)
1. Edit Version – 4:30
2. Video Mix / Short Solo – 4:31
3. Video Mix / Long Solo – 4:48
4. Featuring Vernon Reid – 4:48
5. 3 Snaps Up 7" – 4:24
6. Funky 7" – 4:41
7. 3 Snaps Up 12" – 7:31
8. Funky 12" – 5:45
9. 3 Snaps Up Dub – 6:12
10. "The 1814 Megamix" (Full Version) – 7:24

U.S. 12" single (SP-12348)
Australian 12" single (390 548-1, 390 548-1)
1. Funky 12" – 5:45
2. Funky 7" – 4:41
3. Video Mix / Short Solo – 4:31
4. 3 Snaps Up 12" – 7:31
5. 3 Snaps Up 7" – 4:24
6. 3 Snaps Up Dub – 6:12

U.S. promo CD single (75021 7972 2)
Japanese CD single (PCCY-10144)
1. Video Mix / Short Solo – 4:31
2. Video Mix / Long Solo – 4:48
3. Edit Version – 4:30
4. Featuring Vernon Reid – 4:48
5. 3 Snaps Up 7" – 4:24
6. Funky 7" – 4:41
7. 3 Snaps Up 12" – 7:31
8. Funky 12" – 5:45
9. 3 Snaps Up Dub – 6:12

Japanese 3" CD single (PCDY-10017)
1. Video Mix / Short Solo – 4:31
2. Featuring Vernon Reid – 4:48